# イルザ ナチ女収容所 悪魔の生体実験
『イルザ ナチ女収容所 悪魔の生体実験』（イルザ ナチおんなしゅうようじょ あくまのせいたいじっけん、Ilsa, She-Wolf of the SS）は、1974年に制作された映画。
制作会社はカナダで撮影はアメリカで行なわれている。低予算のエクスプロイテーション映画ではあったが当時としては大ヒットし、後に多くの同種の映画（ナチスプロイテーション映画）を生み出す契機となった。撮影期間は9日間で、予算は数万ドルのうえ遅配が多く、デイヴィッド・F・フリードマンが自腹を切ってギャラなどを払い撮影を行なったにもかかわらず当時の制作会社は金を出し渋り、果てには予算の監査役がカナダから派遣されてきたという。そのためデイヴィッドは名前の掲載を拒否、ドイツ風の変名が用いられた。脚本家にも別人の名前が挙がっている。モデルは実在の人物イルゼ・コッホであるが、内容的にはそれほど関係ない。

## ストーリー
1945年のナチス・ドイツ支配下にある第9医療収容所には日夜多くの男女が運び込まれていた。この収容所では医療の名を借りた生体実験が繰り返されていた。所長のイルザは独自の理論である、苦痛への耐久性における女性優位を証明すべく、生体実験を繰り返しながら痛みに強い女性を求めていた。そのため収容された女性は梅毒やチフスといった病原菌を植え付けられたうえでの延命実験、高圧下における耐久実験、熱湯内での生存実験などなど使い捨ての実験動物扱いを受けていた。一方で男性はイルザの性欲のはけ口として夜な夜な寝室に呼ばれるが、彼女を満足させられない場合には去勢されて労働力とされてしまう。異常性欲を持つイルザは決して一人の男では満足せず、去勢される男性は日ごとに増えていった。また男女で会話しただけでも死刑、病気の女性は肉体が崩れるほどの損傷があっても延命させられるという過酷な状況の中で人々は絶望に苛まれながらその日を生きていた。
ある日、収容所にウォルフという男性が送られて来た。彼は自分の意思でセックスをコントロールできる特異体質であり、イルザとベッドをともにしても去勢されることなく、逆にイルザのお気に入りとなっていった。マリオという収容所の男性と親しくなったウォルフは、連合軍が助けにくると言って慰めながら解放を待とうとするが、次々と同室のものが死んで行く女性たちにとっては脱出以外に生をつかみとることはできなかった。マリオとウォルフはそんな女性たちに頼まれ脱走計画に手を貸すが、リーダー格のアンナがイルザにつかまり、苦痛除去実験のモルモットにされてしまう。日に日にぼろぼろにされて行くアンナを見て怖れおののく女性たち。そんな折にかねてよりイルザが申請していた将軍の視察がかない、収容所は歓迎ムード一色になる。イルザと衛兵たちはパーティーの手慰みとして囚人たちを殺していく。やがて、イルザは好意を寄せていたウォルフからSMプレイをするといってベッドに縛られる。その時、ウォルフは彼女から拳銃を奪い、反乱を起こす。また、アンナも自力で監禁場所から脱走し、ベッドに縛られていたイルザを殺そうとして息絶える。
その後、イルザや囚人たちは、将軍によって派遣された殲滅部隊によって殺される。一方、ウォルフはロゼッタという女性と恋仲になり、二人で収容所を脱出する。

## キャスト
※エクスプロイテーション映画のため多くは偽名で参加している。
- イルザ：ダイアン・ソーン
ナチの士官で、第9医療収容所の女所長であり医者の資格も持つ。嗜虐嗜好を持ち、女性の方が男性に比べて苦痛に耐えることができるという理論を証明すべく、日夜選りすぐりの女性を凄まじい耐苦痛実験にかける。一方で過剰な性欲を持て余し、性的には満たされていなかった。
- ウォルフ:グレッグ・ノフ（この作品のみの変名）
ドイツ生まれのアメリカ人。性欲を自身でコントロール可能な特異体質を持つ。
- マリオ：トニー・マリオ
収容所の古株。過去に1度イルザとベッドをともにしたことがある。そのため去勢されているが、ウォルフには切られていないと見栄を張った。反乱では見張台の機関砲を奪うなど大活躍するが、鎮圧に来た部隊に射殺される。
- アンナ：マリア・マークス（この作品のみの変名）
物語序盤で収容所に送られて来た15人の女性のうちの1人。気丈な性格でイルザの電気張形挿入拷問に叫び声一つ上げずに耐えた。そのためイルザの理論証明の格好の対象とされ、将軍の視察直前に脱走未遂が発覚したことから見せしめとして特別な実験に供される。頭部に電流を流す、片眼をくりぬく、全身の皮膚を剥がすなどの苦痛に苦しまないようになったため、イルザの理論を証明する実験体として将軍に紹介されるが、後の反乱中に自力で地下室を脱出、拘束されているイルザを殺そうと馬乗りになってナイフを振りかざしたところで息絶える。
- カーラ：ニコル・リデル
梅毒感染実験に供されていた女性。顔の右側が崩れている。反乱に参加するも収容所を脱することをあきらめ復讐だけを果たした。鎮圧部隊により殺害。
- イングリッド：ジョー・ジョー・デビル（この作品のみの変名）
- マイグリッド：サンディ・リッチマン
イルザの側近。反乱により殺される。
- ビンツ：C・D・ラフラー（この作品のみの変名、ジョージ・フラワー）
イルザとともに生体実験に関わった医者。反乱で殺される。
- グレッチェン：ロディナ・ケーラー
- 将軍：ウォルフガング・ロヒム（この作品のみの変名、リチャード・ケネディ）
視察に来た将軍。イルザに聖水プレイをせがんだ。後に第9医療研究所の殲滅を命じる。
- リヒター：ランス・マーシャル（この作品のみの変名）
ナチの士官で、第9医療研究所の殲滅部隊のリーダー。